# Cor Rusman

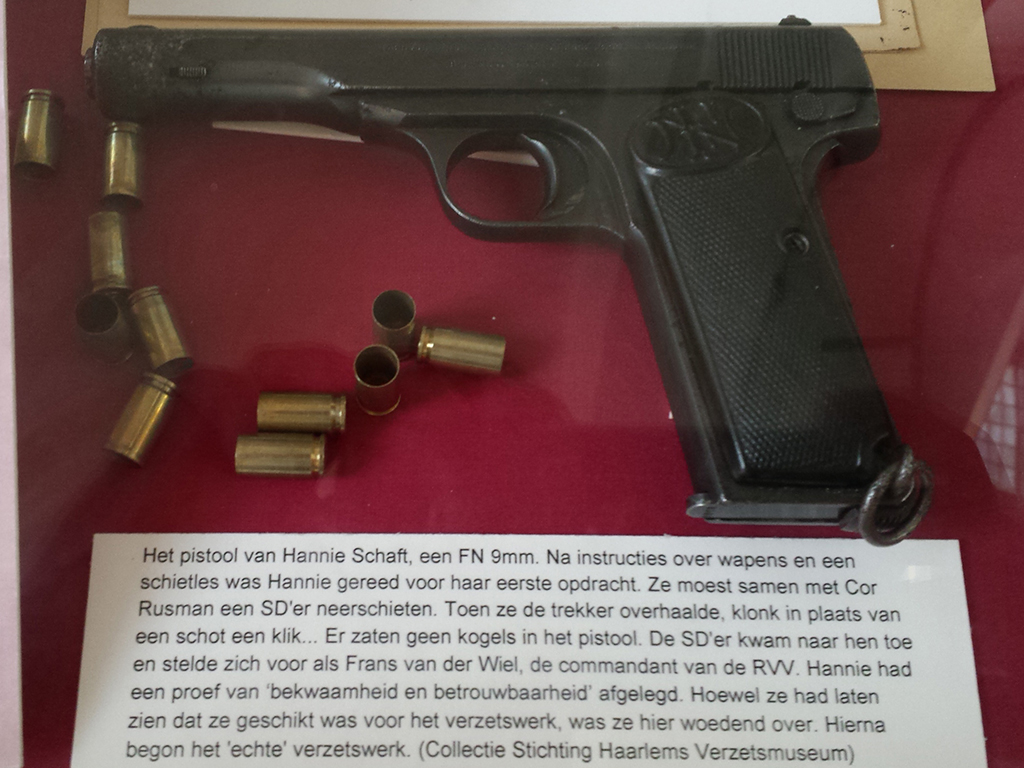
Pistool van Hannie Schaft, tentoongesteld in het Noord-Hollands Archief te Haarlem, met uitleg over Rusman.

Cornelis Maria (Cor) Rusman (Heemstede, 25 maart 1907 - mei 1970) was een Nederlands verzetsstrijder tijdens de Tweede Wereldoorlog.
Rusman behoorde tot de kern van de Haarlemse Raad van Verzet, die onder leiding stond van Frans van der Wiel. Ook Hannie Schaft, de zussen Truus en Freddie Oversteegen en Jan Bonekamp behoorden tot deze groep. Op 5 september 1944 pleegde hij samen met Hannie Schaft een mislukte aanslag op een ondergeschikte van Fake Krist. Schaft raakte hierbij gewond. Rusman wist haar achter op zijn fiets in veiligheid te brengen. Op 25 oktober 1944 pleegde hij samen met Schaft een aanslag op de politieagent Willem Meindert Willemsen, die Willemsen overleefde.